# Масова комуникация
Масова комуникация от латински: communico – съветвам се с някого), съкратено от масмедийна комуникация, най-общо означава процес на разпространяване на информация посредством масмедиите – печат, радио, кино, телевизия, интернет, сред големи по състав и пръснати аудитории.
Терминът mass communication е възникнал в британско-американските изследвания и засяга множество от хора, което за комуникатора в масовата комуникация според Райд е необозримо, хетерогенно и анонимно.
Масовата комуникация не е междуличностна комуникация (лично общуване). Съществена е разликата между тези 2 термина – при междуличностната комуникация партнъорите са лице в лице, докато масовата е насочена към щирок сегмент от населението.
Характерно за масовата комуникация е дистанцията в пространството. Пример за това са преките предавания по телевизията или радиото. Също така при нея е налице и пространствено-времево разделение между комуникатора и реципиента. Примери за това са четене на печатни и електронни публикации (вестник, списание, книга, слушане и гледане на вече записани телевизионни или радиопредавания.
Масовата комуникация е процес, при който съобщенията се предават публично (без да е точно определен кръгът от действителните получатели); индиректно (посредством пространствена или пространствено-времева дистанция между комуникатора и реципиентите); едностранно (без размяна на ролите на съобщаващия и приемащия). Този процес се предава към своите получатели чрез техническо средство за разпространение, което се наричаме масмедии.
Цел на масовата комуникация е чрез масмедиите да разпространява информация (знания, новини, коментари и др.) сред широк кръг от анонимни потребители и да им въздейства по съответния начин.